# Петропавловка (Елховский район)
Петропа́вловка — село в Елховском районе Самарской области России. Входит в состав сельского поселения Красное Поселение.

## География
Село находится в северной части Самарской области, в лесостепной зоне, на левом берегу реки Кандабулак, на расстоянии примерно 15 км (по прямой) к северо-востоку от села Елховка, административного центра района. Абсолютная высота — 70 м над уровнем моря.
Климат
Климат характеризуется как умеренно континентальный. Среднегодовая температура воздуха — 4 °С. Средняя температура воздуха самого тёплого месяца (июля) — 26,3 °C (абсолютный максимум — 39 °C); самого холодного (января) — −12,8 °C (абсолютный минимум — −48 °C). Снежный покров держится в течение 150 дней.
Часовой пояс
Село Петропавловка, как и вся Самарская область, находится в часовой зоне МСК+1. Смещение применяемого времени относительно UTC составляет +4:00.

## Население
| 2010 | 2013 | 2014 | 2015 | 2016 |
| ---- | ---- | ---- | ---- | ---- |
| 0    | →0   | →0   | →0   | →0   |